# HMS Duke of York (17)
HMS Duke of York (17) là một thiết giáp hạm hạng nặng thuộc lớp King George V của Hải quân Hoàng gia Anh Quốc. Nó được chế tạo vào lúc Chiến tranh Thế giới thứ hai sắp nổ ra, và kịp hoàn tất để tham gia một số hoạt động trong cuộc chiến này, mà nổi tiếng nhất là đánh chìm thiết giáp hạm Đức Scharnhorst và giết 1.932 thủy thủ đoàn của chiếc tàu Đức xấu số, bao gồm cả hạm trưởng Erich Bey vào ngày 26 tháng 12 năm 1943. Sau khi chiến tranh kết thúc, Duke of York tiếp tục phục vụ cho đến năm 1949 khi nó ngừng hoạt động, và bị tháo dỡ vào năm 1958

## Thiết kế và chế tạo
Duke of York là chiếc tàu chiến thứ hai được đặt tên theo Công tước xứ York, sau chiếc đầu tiên là một tàu cutter 4 khẩu pháo sở hữu vào năm 1763 và bán lại vào năm 1766. Con tàu thoạt tiên được đặt tên Anson nhưng được lấy cái tên sau cùng này vào tháng 12 năm 1938. Nó được đặt lườn tại xưởng tàu của hãng John Brown & Company ở Clydebank thuộc Scotland, vào ngày 5 tháng 5 năm 1937 và được hạ thủy vào ngày 28 tháng 2 năm 1940.
Một đặc tính nổi bật của chiếc Duke of York là đặc điểm của sàn điều khiển hỏa lực đặt sau ống khói. Trên chiếc này nó được kéo dài ra sàn đặt xuồng (sau khi được tái trang bị các thiết bị dành cho thủy phi cơ được tháo bỏ). Duke of York cũng được trang bị HACS V*, một hệ thống kiểm soát hỏa lực phòng không, cũng là một đặc tính khác biệt giữa nó so với King George V (41) và Prince of Wales (53).

## Lịch sử hoạt động
Duke of York được đưa ra hoạt động quá trễ để có thể tham gia vào việc tiêu diệt thiết giáp hạm Bismarck, hay bất kỳ tàu nổi Đức nào tham gia chiến tranh cướp tàu buôn vào đầu Trận chiến Đại Tây Dương (1939–1945) trong Thế Chiến II. Tuy nhiên, nó cũng góp phần là suy yếu lực lượng của Hải quân Đức. Trong chuyến đi chạy thử máy của nó vào tháng 12 năm 1941, chiếc thiết giáp hạm mới đã đưa Thủ tướng Winston Churchill sang Hoa Kỳ trong một chuyến đi hội đàm với Tổng thống Franklin D. Roosevelt, đi đến Annapolis vào ngày 22 tháng 12 năm 1941. Vào tháng 3 năm 1942, nó hộ tống đoàn tàu vận tải PQ-12 hướng sang Nga với ý định đánh chặn thiết giáp hạm Đức Tirpitz. Vào ngày 6 tháng 3, Tirpitz đã tiến ra khơi, nhưng sự chạm trán đã không xảy ra.
Vào cuối tháng 12 năm 1943, Duke of York nằm trong thành phần của Hạm đội Nhà Anh Quốc, hộ tống các đoàn tàu vận tải đi lại giữa Anh Quốc và Liên Xô. Các tàu nổi Đức đặt căn cứ tại Na Uy là mối đe dọa thường trực cho cạc đoàn tàu vận tải này, và sự có mặt của hạm đội hiện hữu Đức đã buộc phải duy trì một lực lượng hải quân mạnh trong vùng biển nhà Anh Quốc.
Một trong số các tàu chiến đó là chiếc tàu chiến-tuần dương Scharnhorst. Trong chuyến đi của đoàn tàu vận tải JW55B, Scharnhorst rời căn cứ lên đường để đối đầu. Trong trận chiến diễn ra sau đó, Duke of York bắn trúng một phát quyết định vào đúng phòng nồi hơi của Scharnhorst khiến nó không thể rút lui và bị tiêu diệt trong Trận chiến mũi North. Cùng với việc đánh chìm chiếc Scharnhorst, và việc rút lui hầu hết các tàu chiến hạng nặng Đức khỏi Na Uy, nhu cầu phải duy trì một lực lượng tàu chiến hùng hậu tại vùng biển nhà ngày càng mờ nhạt. Sau khi được hiện đại hóa tại Liverpool trong năm 1944, bao gồm việc nâng cao hỏa lực phòng không, Duke of York hướng sang Viễn Đông để gia nhập Hạm đội Thái Bình Dương Anh Quốc, rồi được tập trung để tham gia vào cuộc chiếm đóng Okinawa. Nó là soái hạm của Hạm đội Thái Bình Dương vào lúc Nhật Bản đầu hàng.
Sau khi chiến tranh chấm dứt, Duke of York tiếp tục phục vụ cho đến tháng 4 năm 1949. Vào ngày thứ sáu 7 tháng 9 năm 1951, Duke of York được kéo trên đường đi đến xưởng tàu tại Gareloch khi nó va chạm với chiếc MV Royal Iris ngoài khơi Gladstone Dock, Liverpool. Chiếc Royal Iris tạm thời bị mất lái và dòng nước thủy triều đã cuốn nó va vào chiếc thiết giáp hạm. Một số người đã phải vào bệnh viện do hậu quả của tai nạn. Thiết giáp hạm nói chung giờ đây, nếu không phải hoàn toàn bị lạc hậu, cũng nhanh chóng kém hiệu quả so với sự phát triển của máy bay và tên lửa. Việc duy trì chúng cũng hao tốn nhiều nhân lực và tiền bạc, những thứ mà nước Anh sau chiến tranh khó lòng đài thọ. Chiếc tàu chiến được tháo dỡ vào năm 1957 tại Faslane.